# Thierry Correia
Thierry Rendall Correia (Amadora, 9 de março de 1999) é um futebolista português que atua como lateral-direito. Atualmente joga no clube espanhol Valencia.

## Carreira Clubística

### Sporting CP
Natural da Amadora, na área metropolitana de Lisboa e de ascendência cabo-verdiana, Correia entrou na academia do Sporting CP aos 10 anos. No seu primeiro ano como sénior, jogou maioritariamente pela equipa sub-23.
Correia fez a sua estreia oficial pela equipa principal do Sporting CP a 29 de novembro de 2018, entrando como suplente de Bruno Gaspar aos 74 minutos de jogo numa vitória fora de casa por 6–1 sobre o Qarabağ, na fase de grupos da Liga Europa 2018–19. A sua estreia como titular deu-se a 4 de agosto de 2019, numa derrota por 5–0 para o Benfica na Supertaça Cândido de Oliveira.
A 11 de agosto de 2019, Correia estreou-se na Primeira Liga, jogando os 90 minutos de um empate por 1–1 com o Marítimo.

### Valencia
A 2 de setembro de 2019, o Valencia CF contratou Correia por 12 milhões de euros, oferecendo um contrato de 5 anos ao jogador. Thierry estreou-se na La Liga espanhola a 25 de setembro, jogando os 90 minutos de um empate por 3–3 frente ao Getafe.
Correia marcou o seu primeiro golo como sénior a 7 de janeiro de 2021 - o 4º golo numa vitória por 4–1 sobre o Yeclano Deportivo, na 2ª ronda da Copa del Rey. O seu primeiro golo no campeonato surgiu a 9 de maio, numa vitória 3–0 sobre o Real Valladolid.

## Carreira Internacional
Correia estreou-se pela seleção sub-21 de Portugal a 5 de setembro de 2019, numa vitória por 4–0 sobre Gibraltar, da qualificação para o Campeonato Europeu Sub-21 de 2021.

## Estatísticas de Carreira

### Clube
- Atualizado até 27 de agosto de 2021[14]

| Clube          | Temporada      | Campeonato     | Campeonato | Campeonato | Taça  | Taça  | Taça da Liga | Taça da Liga | Competições Europeias | Competições Europeias | Outros | Outros | Total | Total |
| Clube          | Temporada      | Divisão        | Jogos      | Golos      | Jogos | Golos | Jogos        | Golos        | Jogos                 | Golos                 | Jogos  | Golos  | Jogos | Golos |
| -------------- | -------------- | -------------- | ---------- | ---------- | ----- | ----- | ------------ | ------------ | --------------------- | --------------------- | ------ | ------ | ----- | ----- |
| Sporting CP    | 2018–19        | Primeira Liga  | 0          | 0          | 0     | 0     | 0            | 0            | 2                     | 0                     | 0      | 0      | 2     | 0     |
| Sporting CP    | 2019–20        | Primeira Liga  | 4          | 0          | 0     | 0     | 0            | 0            | 0                     | 0                     | 1      | 0      | 5     | 0     |
| Sporting CP    | Total          | Total          | 4          | 0          | 0     | 0     | 0            | 0            | 2                     | 0                     | 1      | 0      | 7     | 0     |
| Valência       | 2019–20        | La Liga        | 4          | 0          | 2     | 0     | —            | —            | 1                     | 0                     | —      | —      | 7     | 0     |
| Valência       | 2020–21        | La Liga        | 29         | 1          | 3     | 1     | —            | —            | —                     | —                     | —      | —      | 32    | 2     |
| Valência       | 2021–22        | La Liga        | 3          | 0          | 0     | 0     | —            | —            | —                     | —                     | —      | —      | 3     | 0     |
| Valência       | Total          | Total          | 36         | 1          | 5     | 1     | —            | —            | 1                     | 0                     | —      | —      | 42    | 2     |
| Carreira total | Carreira total | Carreira total | 40         | 1          | 5     | 1     | 0            | 0            | 3                     | 0                     | 1      | 0      | 49    | 2     |

1. ↑  Jogos na Liga Europa
2. ↑  Jogo na Supertaça Cândido de Oliveira
3. ↑  Jogo na Liga dos Campeões

## Títulos
Portugal Sub-17
- Campeonato Europeu Sub-17: 2016

Portugal Sub-19
- Campeonato Europeu Sub-19: 2018